# Dom zbrodni
Dom zbrodni (lub "Dom przestępców", ang. Crooked House) – powieść detektywistyczna Agathy Christie.

## Bohaterowie
- Charles Hayward – główny bohater książki. Postanawia odkryć mordercę Leonidesa w obawie o to, że Sophia, jako główna spadkobierczyni, będzie już zawsze podejrzewana o zbrodnię.
- Nadinspektor Hayward – ojciec Charlesa, pomagający mu rozwikłać sprawę.
- Arystydes Leonides – senior rodu Leonidesów, z pochodzenia Grek ze Smyrny.
- Brenda Leonides – jego druga, młoda żona
- Philip Leonides – drugi syn Arystydesa. Małomówny i zamknięty w sobie człowiek, z zawodu historyk.
- Magdalena Leonides – żona Philipa, bez reszty pochłonięta swoją osobą oraz zachowaniem dobrej opinii w towarzystwie. Niewiele interesuje się sprawami innych członków rodziny, z zawodu aktorka.
- Sophia Leonides – młoda córka Magdaleny i Philipa, wnuczka Arystydesa. Nigdy nie była zauważana przez rodziców, docenił ją jednak dziadek, zapisując jej wszystko w testamencie.
- Eustace i Josephine Leonides – młodsze rodzeństwo Sophii.
- Roger Leonides – pierwszy syn Artystydesa, czarna owca rodziny. Nigdy nic mu się nie udawało w życiu, a z coraz poważniejszych opresji zwykle ratował go ojciec. Zarządza dziedzictwem gastronomicznym ojca.
- Clemency Leonides – żona Rogera, kobieta inteligentna i opanowana. Nienawidzi jednak teścia przez to, że zbytnio uzależnia od siebie jej męża, pracuje jako naukowiec.
- Edith de Haviland – siostra pierwszej, zmarłej żony Arystydesa. Nie przepada za szwagrem, lecz po śmierci swojej siostry pomagała mu wychowywać jego dzieci.
- Pan Lawrence – nauczyciel dzieci Leonidesów, bliski przyjaciel Brendy.
- Niania - opiekuje się domem i młodszym rodzeństwem Sophii Leonides.

## Opis fabuły
Historię Domu zbrodni opowiada młody mężczyzna Charles Hayward. Jest on narzeczonym Sophii – głównej dziedziczki po zmarłym Arystydesie, a jednocześnie synem nadkomisarza prowadzącego śledztwo.
W tzw. Krzywym Dworku niespodziewanie umiera sędziwy, ale pełen życia, senior rodu Leonidesów, stary Arystydes. Policja odkrywa, że nie odszedł on w sposób naturalny, ale został otruty. Ktoś podmienił krople do oczu na krople zawierające śmiertelnie trującą eserynę z flakonikiem insuliny, którą codziennie aplikował sobie Arystydes.
Podejrzenia od razu padają na Brendę, żonę staruszka, młodszą od niego o wiele lat. Co do winy dziewczyny przekonana jest również cała familia Leonidesów, twierdząca, że wyszła ona za Arystydesa wyłącznie dla perspektywy rychłego spadku po staruszku. Na dodatek okazuje się, że Brenda od dłuższego czasu blisko przyjaźni się z nauczycielem dzieci Leonidesów, panem Lawrence’em. Znalezione listy miłosne utwierdzają policję w przekonaniu o ich winie i decyduje się ona na aresztowanie podejrzanej pary kochanków.
Charles Hayward, który ze względu na związek z Sophią spędza dużo czasu w Krzywym Dworku, ma jednak okazję dobrze zapoznać się z Brendą. Jego zdaniem kobieta nie mogła mieć nic wspólnego ze śmiercią pana Leonidesa. Nikt nie jest skłonny zgodzić się z jego opinią, aż do chwili kiedy już po aresztowaniu Brendy i Lawrence'a dochodzi do kolejnych dwóch zamachów na dwunastoletnią wnuczkę Artystydesa, Josephine, dziecko bystre i wścibskie, zdające się wiedzieć zbyt wiele. Ofiarą jednego z nieudanych zamachów na dziewczynkę pada niania, która przypadkiem wypiła kakao (z dodatkiem lekarstwa na serce cioci Edith) przygotowane dla Josephine.
Mała otoczona zostaje szczególną opieką, jednak pewnego razu ciotka, Edith de Haviland zabiera ją na przejażdżkę do miasta, skąd długo nie wracają. Rodzina obawia się o losy obydwu nieobecnych, jednak Charles odkryje prawdę dzięki listowi, zostawionemu mu wcześniej przez pannę Edith.

### Rozwiązanie
Zabójcą okazuje się Josephine. Zabiła dziadka, ponieważ nie pozwolił jej zapisać się na lekcje tańca. Dziewczynka zabija również nianię. Ciotka Edith odkrywa prawdę w notatniku małej Josephine i postanawia samodzielnie osądzić małą zbrodniarkę. Podczas przejażdżki Edith de Haviland wjeżdża samochodem do kamieniołomu.

### Cytaty
"Dom zbrodni" to jedna z moich ulubionych książek. Przez lata chodziła za mną, obmyślałam ją, przyrzekałam sobie: Pewnego dnia, kiedy będę miała mnóstwo czasu, zacznę ją pisać. Z doświadczenia mogę powiedzieć, że na pięć powieści, które są ciężką pracą, jedna jest przyjemnością. Ta właśnie była przyjemnością." – tymi słowami autorka opisała swoje motywy po napisaniu tej powieści.